# Alvise Mocenigo II.

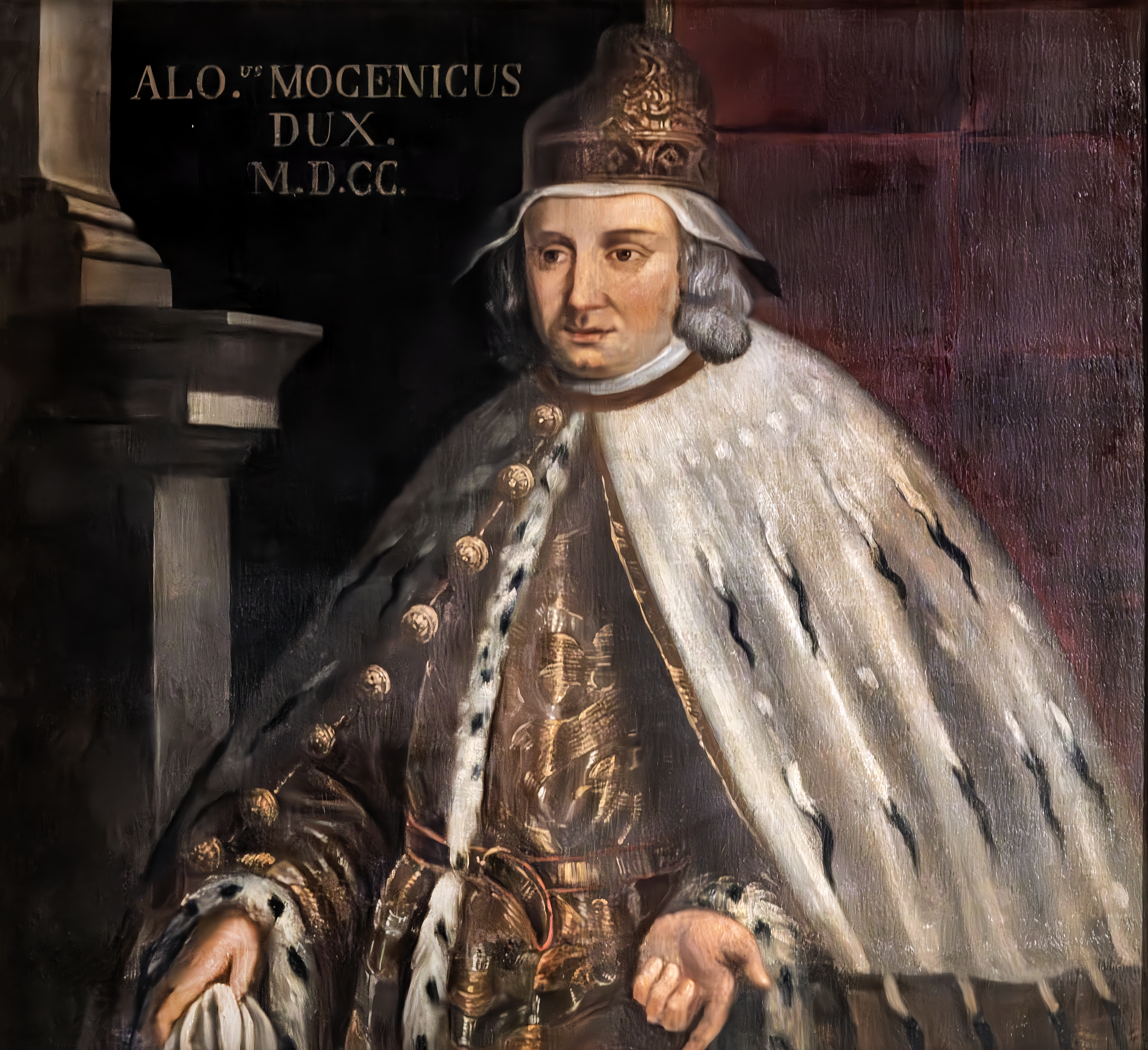
Anonymus: Porträt des Dogen mit der Datierung ins Jahr 1700, Palazzo Mocenigo a San Stae

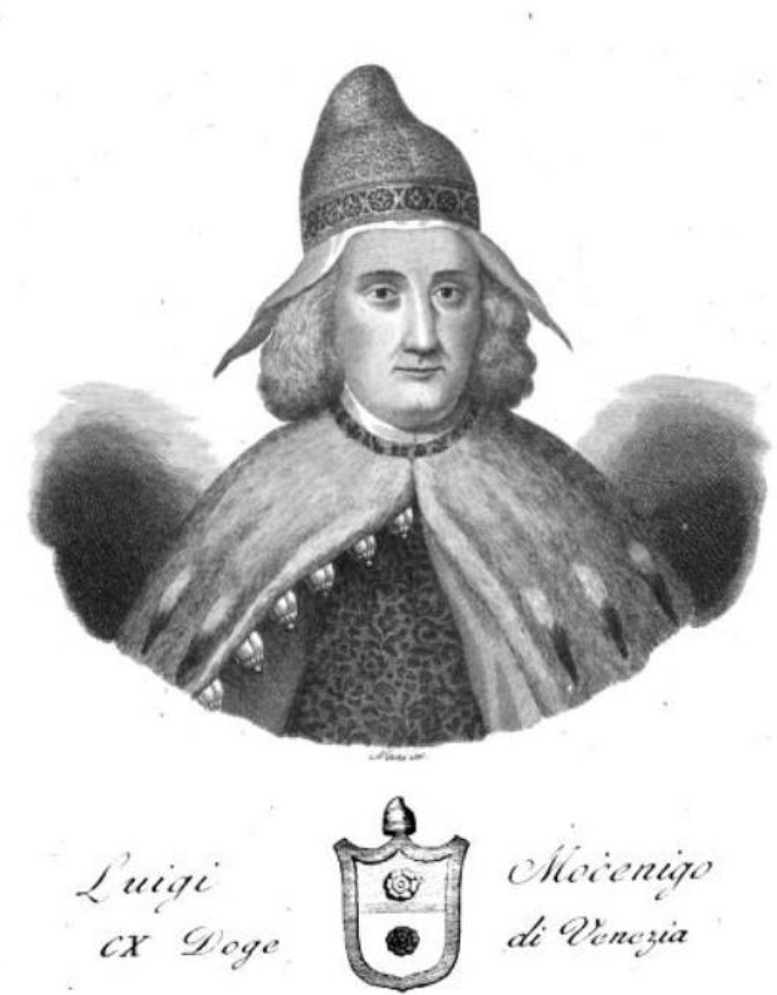
Porträt des Dogen „Luigi Mocenigo“, entstanden in den frühen 1830er Jahren, Antonio Nani: Serie dei Dogi di Venezia intagliati in rame da Antonio Nani. Giuntevi alcuni notizie biografiche estese da diversi, Bd. 1, Merlo, Venedig 1840, o. S. (Google Books)

Alvise Mocenigo II. (* 3. Januar 1628 in Venedig; † 6. Mai 1709 ebenda) war, folgt man der Zählweise der staatlich gesteuerten Geschichtsschreibung der Republik Venedig, ihr 110. Doge. Er regierte von seiner Wahl am 17. Juli 1700 bis zu seinem Tod knapp neun Jahre lang. Im Spanischen Erbfolgekrieg, der im ersten Jahr seiner Regierung ausbrach und in den fast ganz Europa verwickelt war, bewahrte Venedig, das auf der Ebene der Großmächte kaum noch eine Rolle spielen konnte, strikte Neutralität.
Alvise Mocenigo entstammte einer vermögenden Familie, er selbst heiratete nie und blieb ohne Erben. Im Gegensatz dazu hatte er allein neun Brüder, von denen einige sehr früh starben, andere im Krieg gegen die Osmanen. Erst nachdem die meisten seiner Brüder und auch sein Vater gestorben waren, begann er eine eigene politische Karriere, bei der er sich auf Positionen innerhalb Venedigs konzentrierte, mit Ausnahme von Padua. Schließlich wurde er mit 72 Jahren noch zum Dogen gewählt.

## Familie

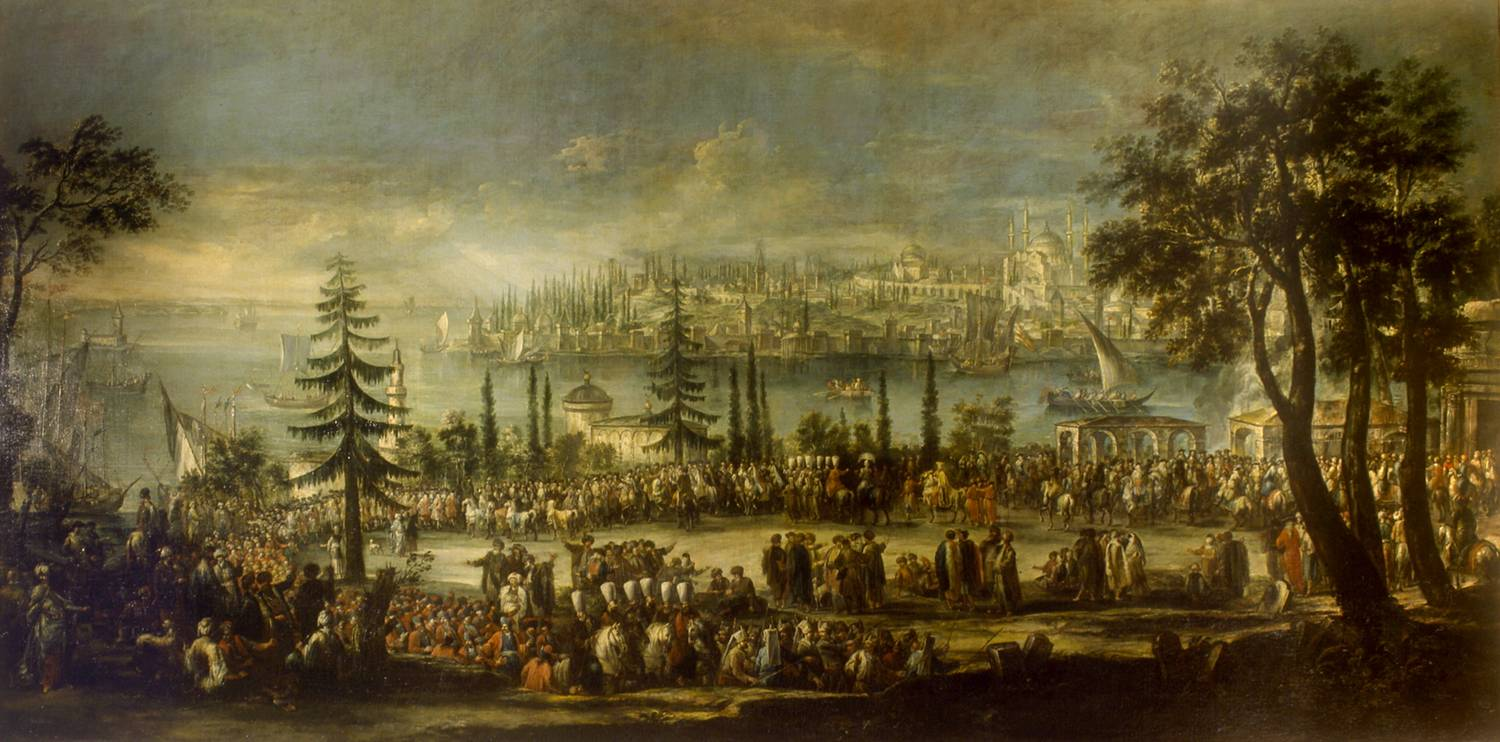
Antonio Stom: Einer der Familienangehörigen der Mocenigo, deren männliche Mitglieder allesamt „Alvise“ hießen, zieht 1710 als Bailò in Konstantinopel ein. Die Namensgleichheit führte häufig zu Verwechslungen.

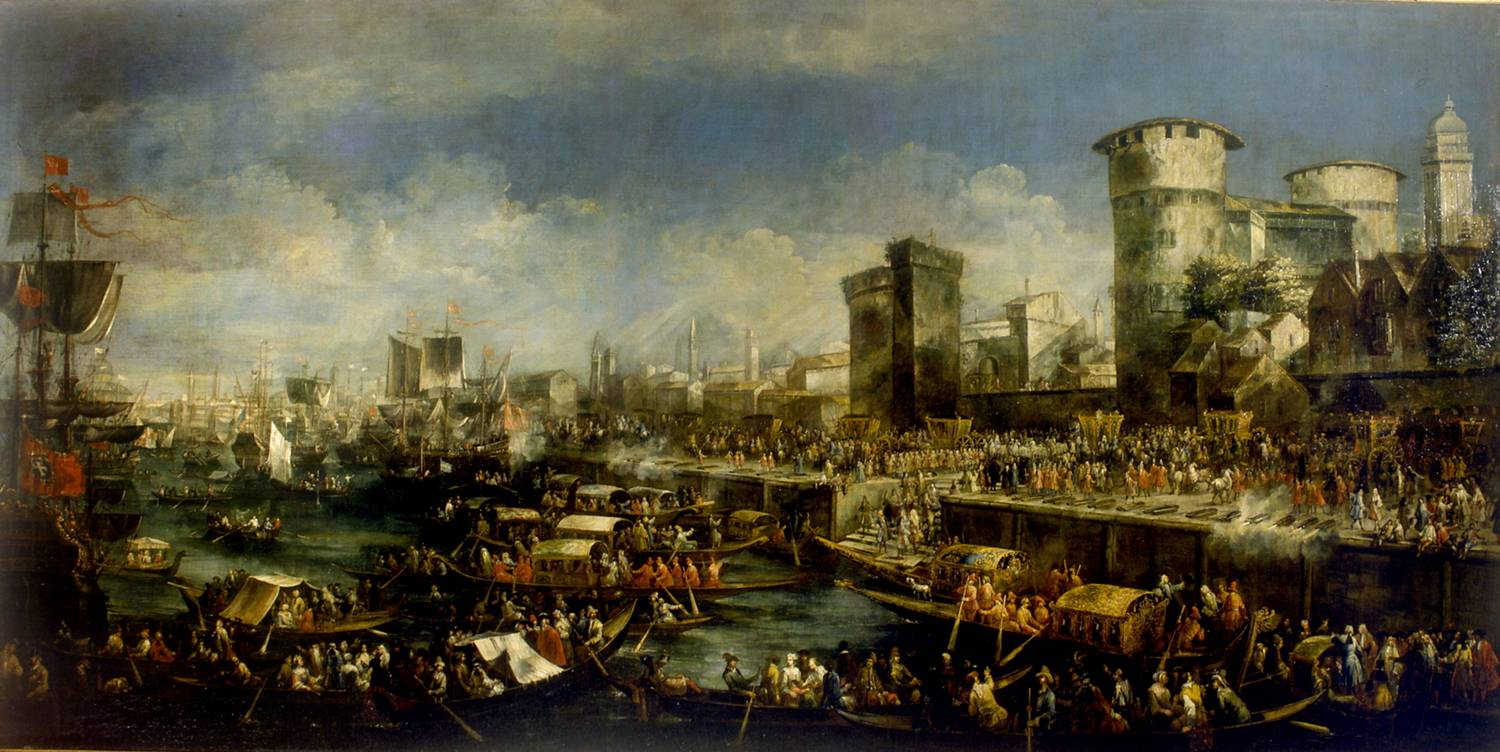
Das gleiche gilt für den Gesandten in London (1702), wo sich der spätere Doge nie aufgehalten hat.

Alvise Mocenigo II. stammte aus der verzweigten Familie Mocenigo, die insgesamt sieben Dogen stellte, nämlich Tommaso Mocenigo (1414–1423), Pietro (1574–1576), Giovanni (1478–1485), dann Alvise Mocenigo I., und Alvise Mocenigo II. Später folgten noch Alvise Mocenigo III. (1722–1732) und IV. (1763–1778).
Der spätere Doge Alvise Mocenigo II. wurde im Familienpalast an der Salizzada San Stae, nahe am Canal Grande gelegen, in eine der reichsten Familien Venedigs geboren. Seine Mutter Adriana (di Vettor Grimani) entstammte den Grimani, einer der sogenannten neuen Familien. Alivses Vater war Alvise Mocenigo (1581–1652) (di Tommaso, 1549–1609), di Niccolò (1512–1588), also Sohn des Tommaso, Enkel des Niccolò Mocenigo. Zudem war er Großneffe von Antonio Priuli.
Die eigenartige Sitte, ihre insgesamt zehn Söhne durchzunummerieren, rührt daher, dass die Bedingung in einem Legat darin bestand, diese Kinder Luigi, bzw. venezianisch Alvise zu nennen. Da sie aber viele männliche Nachkommen hatten und alle Alvise hießen, behalf man sich mit besagten Nummern. Dies geht aus einem Hinweis von etwa 1664 aus der Feder eines anonymen Verfassers hervor. Demnach wäre der besagte, als letzter Sohn geborene Doge Alvise die Nummer IX gewesen und hätte den Zweitnamen Marcantonio getragen. Doch er selbst nutzte diese Bezeichnungen nie. Die heutige Nummerierung als „Alvise Mocenigo II.“ bezieht sich ausschließlich auf die Abfolge der oben genannten vier Dogen gleichen Namens.
Sein Vater durchlief die für einen Angehörigen der führenden Familien häufigen Ämter. So war er Senator, Capitano von Bergamo, Provveditore in campo und alla Sanità, Consigliere ducale, also Dogenrat, dann Savio alla Mercanzia, Provveditore generale in Dalmazia e Albania, schließlich Capitano generale da Mar, eine Art Admiral.
Das Paar hatte zahlreiche Kinder, von denen allerdings viele starben, einige im Krieg mit den Osmanen. Dabei wurde die Tochter Lucrezia am 24. September 1649 mit Sebastiano di Pietro Badoer verheiratet.

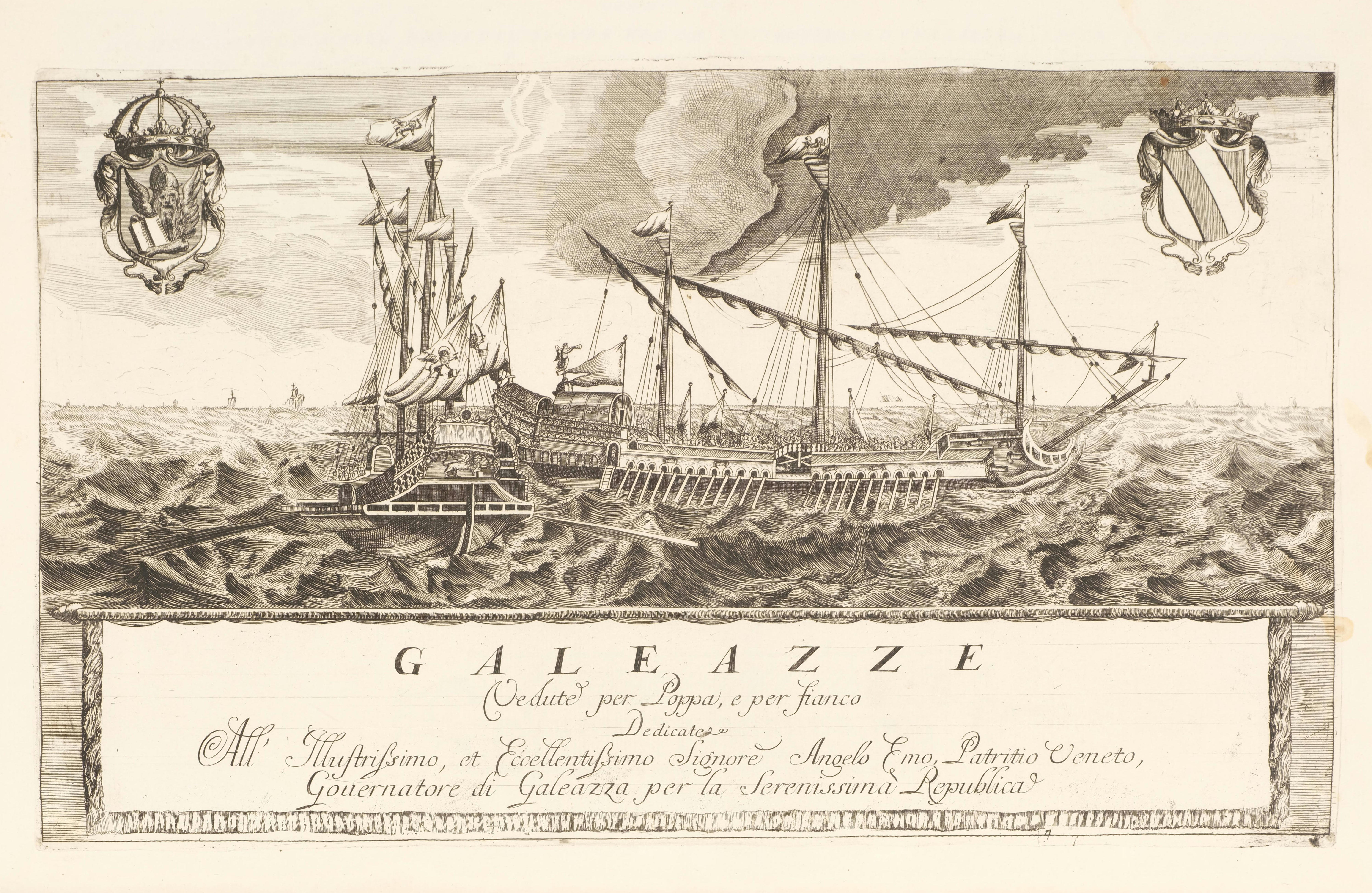
Darstellung einer Galeasse im Atlante Veneto, Bd. 1, Venedig 1691

Besser informiert sind wir über die männlichen Nachkommen, von denen drei als Kinder starben, drei im Krieg, drei durchliefen eine in diesen Familien übliche Ämterlaufbahn, einer wurde Kleriker. So wurde Alvise (I.) Niccolò (1611–1688) Senator, Savio di Terraferma (war also mit der Terraferma, dem venezianischen Gebiet Oberitaliens befasst), Provveditore alla Zecca, Dogenrat und Zensor. Der 1612 geborene Alvise (II.) starb schon sehr früh; die 1614 geborenen Zwillinge Alvise (III.), beide mit derselben Nummer versehen, starben gleichfalls früh. Alvise (IV.) Tommaso (1618–1655) führte eine Galeere, wurde Vicecapitano delle navi, Governatore di galeazza (führte also eine Galeasse, ein Kriegsschiff), nahm an der Eroberung von S. Teodoro teil, wo er im Kampf ums Leben kam. Alvise (V.) Leonardo (1618–1666) hatte einen Buckel und wurde Kleriker. Alvise (VI., 1620–1678) wurde Senator, ebenfalls Savio di Terraferma, dann Correttore della promissione ducale, Savio del Consiglio und Dogenrat, auch er wurde Capitano in Brescia. Kriegsopfer wurden auch die nachfolgenden Alvises, nämlich Alvise (VII., 1624–1651) und Alvise (VIII., 1626–1651) – beide starben ebenfalls im Krieg gegen die Osmanen. Im Jahr nach diesen Brüdern starb auch ihr Vater.
Alvise Mocenigo II., den seine Biografen bigotto, also Frömmler, nennen, hielt sich von Frauen fern, sprach nicht mit ihnen, blieb Junggeselle und hinterließ keine Kinder.

## Leben

### Ämterlaufbahn
Im Gegensatz zu seinen Brüdern, die nach politischen und militärischen Ämtern strebten, bevorzugte Alvise (IX.) ein ruhiges Leben. Sein ererbtes Vermögen vermehrte er im Handel mit Konstantinopel, den vor allem ein Marino d’Andria tätigte, zudem durch die mit Niccolò Contarini di Aurelio eingerichtete Handelsgesellschaft, eine compagnia. Nach der Redecima von 1661 kam ihm ein Jahresgehalt von 6.800 Dukaten zu.
Nachdem sein Vater und eine Reihe seiner Brüder tot waren, stand ihm eine Karriere im Binnensystem der Republik offen, denn viele Ämter durften nur durch jeweils ein Familienmitglied bekleidet werden. Auf erste kleinere Ämter folgte der Eintritt in den Senat und in den Rat der Zehn. 1670 wurde er Savio del Consiglio, 1675 Correttore della Promissione dogale, er hatte also die Aufgabe, den Amtseid des Dogen zu überarbeiten, danach wurde er drei Mal Consigliere ducale für das Sestiere S. Croce und Riformatore allo Studio di Padova, war also für die Universität Padua zuständig.
Am 22. Mai 1684 wurde er zum Podestà von Padua gewählt, am 26. November dort eingesetzt, um dort bis zum 31. März 1686 zu bleiben. Er überwachte den Betrieb der weltlichen Schulen und der religiösen Stätten und Stiftungen, förderte Handel und Produktion. Auch um den Monte di Pietà kümmerte er sich, ging aber auch gegen unmäßige Studenten an der Universität vor.

### Wahl zum Dogen

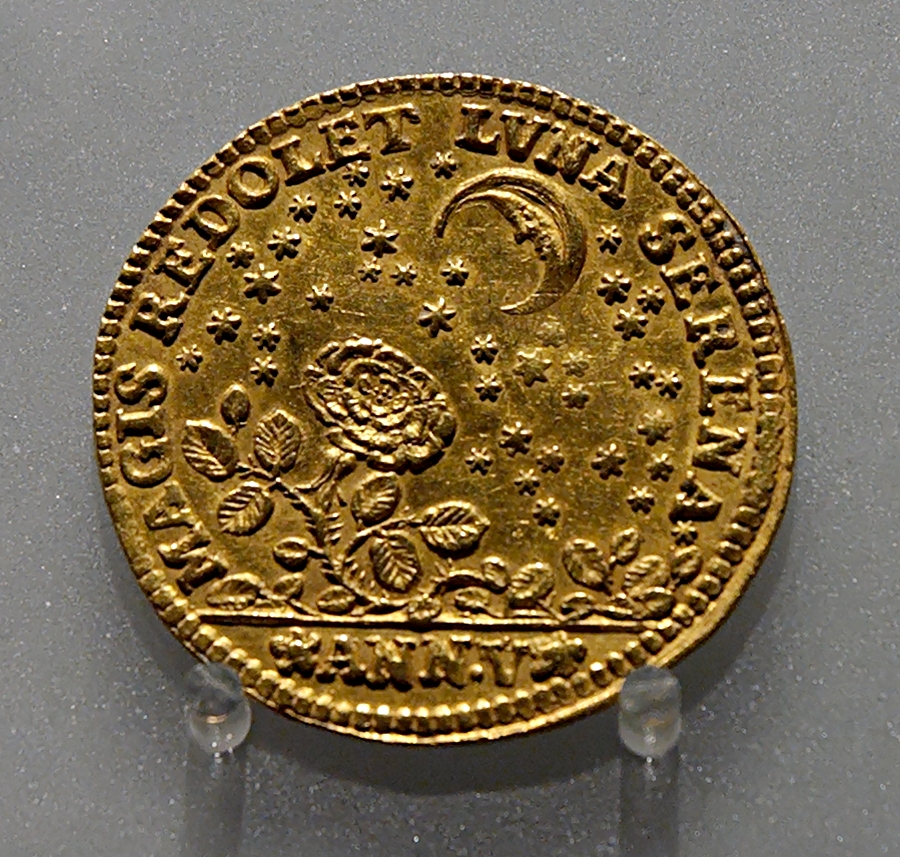
Osella des Dogen Alvise Mocenigo II. von 1704 mit der Rose, dem Wappenzeichen der Mocenigo.

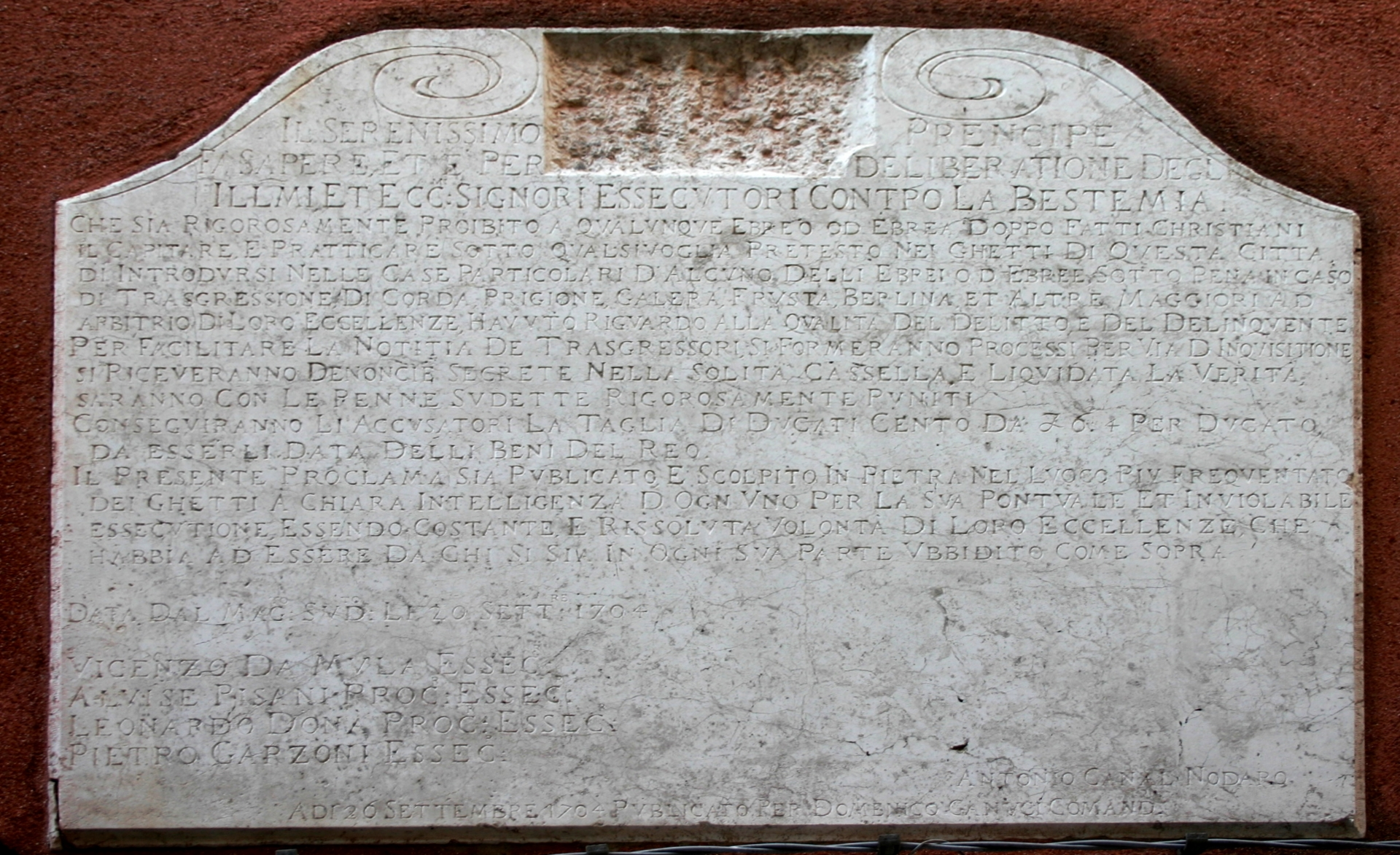
Inschrift vom September 1704, die zum Christentum konvertierten Juden bei überaus harter Strafe verbietet, das Ghetto zu betreten

Mocenigo wurde am 17. Juli 1700 im ersten Wahlgang mit 40 Stimmen und ohne nennenswerte Gegenkandidaten zum Dogen gewählt. Es folgten die inzwischen üblichen Festgelage und Feuerwerke, unter dem Volk wurden goldene und silberne Oselle verteilt. Vermerkt wurde allerdings auch, dass er, obwohl dies im Amtseid vorgeschrieben war, niemals die Pala vor den Hauptaltar der Markuskirche hängen ließ.
Die Republik verfolgte während des Spanischen Erbfolgekriegs, der während seiner Regierungszeit die Geschicke Europas bestimmte, ihre Neutralitätspolitik, die allerdings von den Kriegsgegnern nicht respektiert wurde. Es kam zu Verwüstungen der Terraferma beim Durchzug französischer und spanischer Truppen.
Mit dem Begrüßungszeremoniell für König Friedrich IV. von Dänemark am 29. Dezember 1708 hatte Mocenigo erneut Gelegenheit, sein Ansehen und das der Republik zu untermauern. Die Regatta zu Ehren des Königs vom 4. März 1709 war zwar besonders prunkvoll, führte aber auch zur Erkrankung des Dogen.

### Testament und Tod, Begräbnisstätte

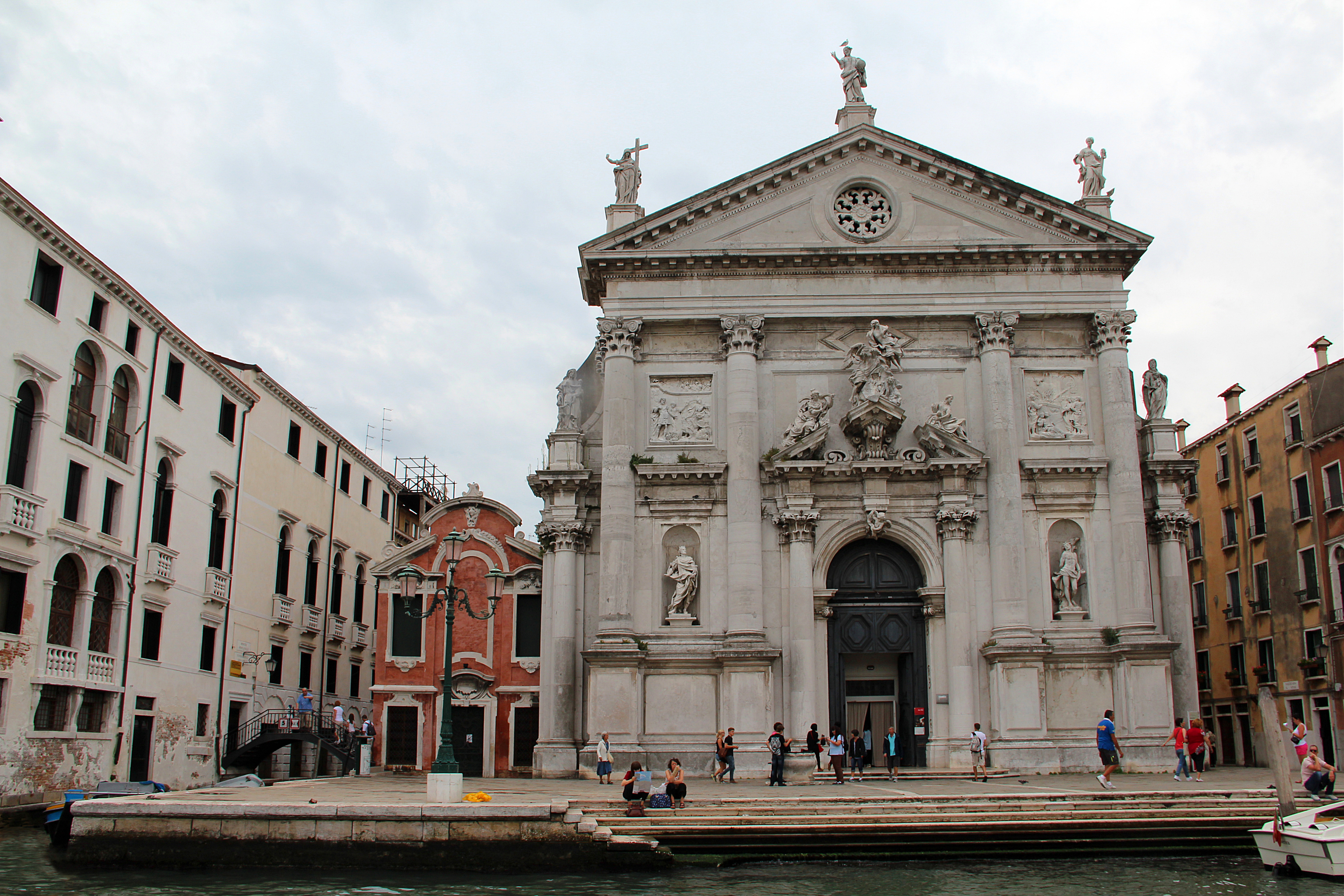
Die Fassade der Kirche San Stae, die bereits vor der Renovierung der Kirche aus Mocenigos Erbe um 90 Grad gedreht worden war, und seither auf den Canal Grande blickt. Die Fassade geht auf Domenico Rossi zurück.

Während des strengen Winters 1709, bei dem sogar die Lagune zugefroren war, erkrankte Mocenigo, wohl während der besagten Regatta schwer. Seine Verstopfung wurde in den nächsten Wochen immer lebensbedrohlicher. Er starb am 6. Mai. Er wurde in der Kirche San Stae (Sankt Eustachius) begraben.
Zur feierlichen Beisetzung in San Zanipolo trug Giovanni Palazzi, Vikar und Pfarrer von S. Maria Mater Domini, am 13. Mai mit einer Trauerrede bei. Die eigentliche Beisetzung erfolgte im Kapuzinerhabit, wie Mocenigo es in seinem Testament vorgesehen hatte.
In diesem Testament verfügte er auch, dass 4000 Messen für sein Seelenheil gelesen werden sollten. Sein Erbe ging als Fideikommiss an seine Urenkelin Paolina, die Tochter seines Enkels Piero Badoer. Dieser war wiederum der Sohn Sebastianos und von Alvise Mocenigos Schwester Lucrezia. Diese Enkelin und Haupterbin hatte am 30. April 1689 Alvise (III.) Mocenigo di Giovanni geheiratet. Sowohl mobiles als auch immobiles Vermögen sollte immer nur an den Erstgeborenen weitergereicht werden, um das Gesamterbe zusammenzuhalten. Alle flüssigen Mittel sollten im Land investiert werden. Nur 20.000 Dukaten sollten abgezweigt werden, um sie ausdrücklich für die Renovierung von S. Stae zu verwenden. Von den zwölf Vorschlägen zum Umbau der Kirche, die drei Jahrzehnte zuvor bereits radikal umgebaut worden war, erhielt der von Domenico Rossi den Zuschlag, der schließlich auch ausgeführt wurde. Die Arbeiten betrafen vor allem die Fassade.